# Rose Bowl
O Rose Bowl é um estádio localizado em Pasadena, no Condado de Los Angeles, Califórnia (EUA). Sua capacidade oficial é de 92 542 espectadores. Possui esse nome devido as mais de 100 variedades de rosas plantadas em volta do estádio.

## História

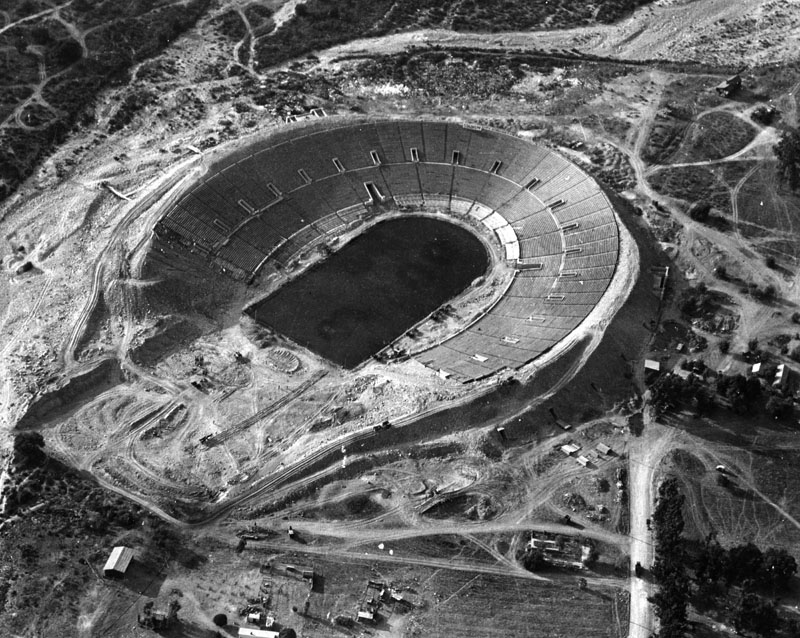
Construção do Rose Bowl em 1921.

O estádio foi projetado pelo arquiteto Myron Hunt em 1921, baseado no Yale Bowl (construído em 1914 em New Haven, Connecticut). A construção durou dois anos e em 1 de Janeiro de 1923 foi inaugurado num jogo de futebol americano entre a Pennsylvania State University (ou Penn State) e a University of Southern California (ou USC).
Foi local dos jogos do Los Angeles Galaxy (da Major League Soccer) de 1996 a 2003, quando este se mudou para seu novo estádio para futebol, o Home Depot Center; da final da MLS Cup de 1998; de partidas de futebol dos Jogos Olímpicos de 1984; de partidas da Copa do Mundo FIFA de 1994 e de partidas da Copa do Mundo FIFA de Futebol Feminino de 1999.
O estádio foi designado, em 27 de fevereiro de 1987, uma estrutura do Registro Nacional de Lugares Históricos bem como, na mesma data, um Marco Histórico Nacional.

## Rose Bowl Game
O estádio também é sede da tradicional partida Rose Bowl Game do futebol americano universitário, sendo o mais antigo dos chamados bowl games, é disputado entre os campeões da Big Ten Conference e da Pac-12 Conference em 1 de janeiro, exceto quando a data cai em um domingo.

## U2 Live From The Rose Bowl
Dia 25 de outubro de 2009, a banda irlandesa U2 fez um dos maiores concertos na história do estádio Rose Bowl. A banda juntou aproximadamente 100.000 (cem mil) fãs, número maior do que alguns dos jogos da Copa do Mundo de 1994. O show U2 Live From The Rose Bowl Stadium teve transmissão ao vivo pelo canal de vídeos Youtube. Os ingressos do show chegaram em torno de $350,00.

## Super Bowl
O Rose Bowl sediou por cinco vezes o Super Bowl:
- 9 de Janeiro de 1977, Super Bowl XI, Oakland Raiders 32 - 14 Minnesota Vikings
- 20 de Janeiro de 1980, Super Bowl XIV, Pittsburgh Steelers 31 - 19 Los Angeles Rams
- 30 de Janeiro de 1983, Super Bowl XVII, Washington Redskins 27 - 17 Miami Dolphins
- 25 de Janeiro de 1987, Super Bowl XXI, New York Giants 39 - 20 Denver Broncos
- 31 de Janeiro de 1993, Super Bowl XXVII, Dallas Cowboys 52 - 17 Buffalo Bills

## Copas do Mundo (1994 e 1999)
O Rose Bowl é um dos dois estádios a sediar as finais de Copa do Mundo de futebol, tanto de homens (em 1994, quando o Brasil venceu a Itália nos pênaltis), como de mulheres (em 1999, quando os Estados Unidos venceram a China, também nos pênaltis); o outro é o Estádio Råsunda, na Suécia. A final de 1999 contou com 90.185 torcedores, recorde para eventos esportivos femininos, que só viria a ser batido na final do futebol dos Jogos Pan-americanos de 2007 entre Brasil e Estados Unidos.

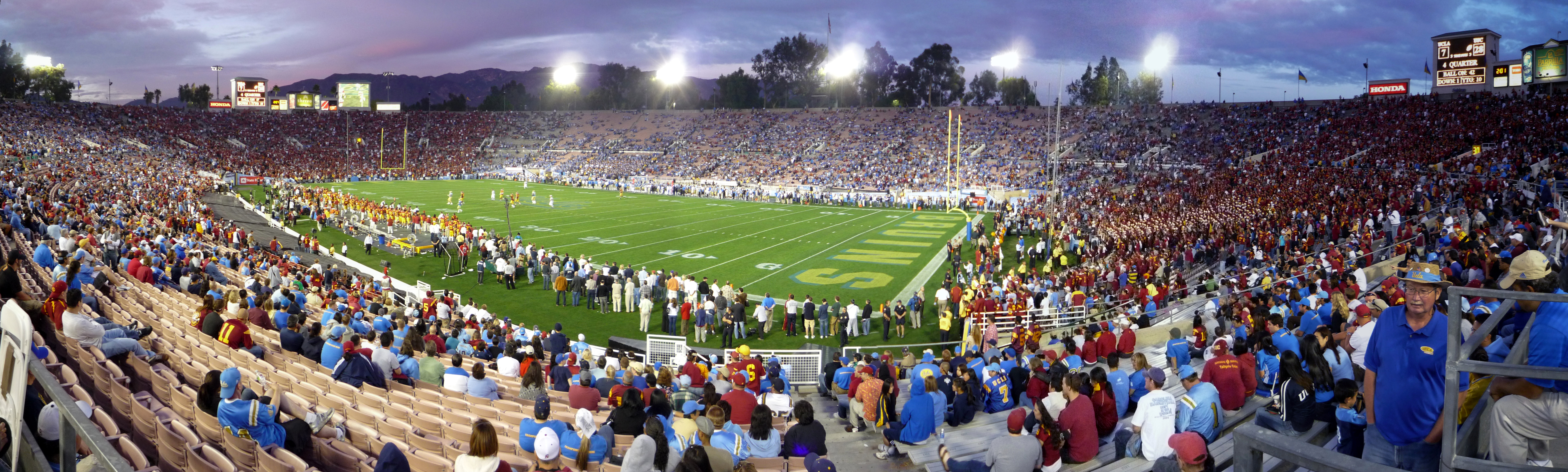
Vista panorâmica do estádio

### Jogos da Copa do Mundo de 1994
| 18 de junho de 1994 16:35(horário local)/20:35(horário do Brasil) | Colômbia     | 1–3 | Romênia                     | Rose Bowl, Pasadena Público: 91,586 Árbitro: Jamal Al-Sharif (Síria) |
|                                                                   | Valencia 43' |     | Răducioiu 16', 89' Hagi 34' |                                                                      |

| 19 de junho de 1994 16:35(horário local)/20:35(horário do Brasil) | Camarões                | 2–2 | Suécia              | Rose Bowl, Pasadena Público: 93,194 Árbitro: Alberto Tejada Noriega (Peru) |
|                                                                   | Embé 31' Omam-Biyik 47' |     | Ljung 8' Dahlin 75' |                                                                            |

| 22 de junho de 1994 16:35(horário local)/20:35(horário do Brasil) | Estados Unidos                 | 2–1 | Colômbia     | Rose Bowl, Pasadena Público: 93,689 Árbitro: Fabio Baldas (Itália) |
|                                                                   | Escobar 34' (g.c.) Stewart 52' |     | Valencia 89' |                                                                    |

| 26 de junho de 1994 13:05(horário local)/17:05(horário do Brasil) | Estados Unidos | 0–1 | Romênia      | Rose Bowl, Pasadena Público: 93,869 Árbitro: Mario van der Ende (Países Baixos) |
|                                                                   |                |     | Petrescu 17' |                                                                                 |

| 3 de julho de 1994 13:35(horário local)/17:35(horário do Brasil) | Romênia                      | 3–2 | Argentina                     | Rose Bowl, Pasadena Público: 90,469 Árbitro: Pierluigi Pairetto (Itália) |
|                                                                  | Dumitrescu 11', 18' Hagi 58' |     | Batistuta 16' (pen) Balbo 75' |                                                                          |

| 13 de julho de 1994 16:35(horário local)/20:35(horário do Brasil) | Brasil      | 1–0 | Suécia | Rose Bowl, Pasadena Público: 91,856 Árbitro: José Torres Cadena (Colômbia) |
|                                                                   | Romário 80' |     |        |                                                                            |

| 16 de julho de 1994 12:35(horário local)/16:35(horário do Brasil) | Suécia                                          | 4–0 | Bulgária | Rose Bowl, Pasadena Público: 91,500 Árbitro: Ali Bujsaim (Emirados Árabes Unidos) |
|                                                                   | Brolin 8' Mild 30' Larsson 37' K. Andersson 40' |     |          |                                                                                   |

| 17 de julho de 1994 12:35(horário local)/16:35(horário do Brasil) | Brasil | 0–0 (Prorrogação) (3–2 Penaltis) | Itália | Rose Bowl, Pasadena Público: 94,194 Árbitro: Sándor Puhl (Hungria) |
|                                                                   |        |                                  |        |                                                                    |

|                                        |     | Penalidades                                   |  |
| Márcio Santos: Romário: Branco: Dunga: | 3–2 | Baresi: Albertini: Evani: Massaro: R. Baggio: |  |

### Jogos da Copa do Mundo de Futebol Feminino de 1999
| 20 de Junho de 1999 16:00(horário local)/20:00(horário do Brasil) | Alemanha           | 1–1 | Itália     | Rose Bowl, Pasadena Público: 17,100 Árbitro: Bola Elizabeth Abidoye (Nigéria) |
|                                                                   | Wiegmann 61' (pen) |     | Panico 36' |                                                                               |

| 20 de Junho de 1999 18:30(horário local)/22:30(horário do Brasil) | Coreia do Norte | 1–2 | Nigéria               | Rose Bowl, Pasadena Público: 17,100 Árbitro: Katriina Elovirta (Finlândia) |
|                                                                   | Jo 74'          |     | Akide 50' Nwadike 79' |                                                                            |

| 10 de Julho de 1999 10:15(horário local)/14:15(horário do Brasil) | Brasil | 0–0 | Noruega | Rose Bowl, Pasadena Público: 90,185 Árbitro: Im Eun Ju (Coreia do Sul) |
|                                                                   |        |     |         |                                                                        |

|                                                  |     | Penalidades                                                  |  |
| Pretinha: Cidinha: Kátia: Maicon: Nenê: Formiga: | 5–4 | Riise: Pettersen: Jørgensen: Sandaune: Gulbrandsen: Aarønes: |  |

| 10 de Julho de 1999 12:50(horário local)/16:50(horário do Brasil) | Estados Unidos | 0–0 | China | Rose Bowl, Pasadena Público: 90,185 Árbitro: Nicole Petignat (Suíça) |
|                                                                   |                |     |       |                                                                      |

|                                           |     | Penalidades                   |  |
| Overbeck: Fawcett: Lilly: Hamm: Chastain: | 5–4 | Huilin: Qiu: Liu: Zhang: Sun: |  |